# Hataia parva
Hataia parva is een hydroïdpoliep uit de familie Corymorphidae. De poliep komt uit het geslacht Hataia. Hataia parva werd in 1965 voor het eerst wetenschappelijk beschreven door Hirai & Yamada. 